# Arraya de Oca
Arraya de Oca – gmina w Hiszpanii, w prowincji Burgos, w Kastylii i León, o powierzchni 12,25 km². W 2011 roku gmina liczyła 53 mieszkańców.